# زیردریایی یو-۶۶۳

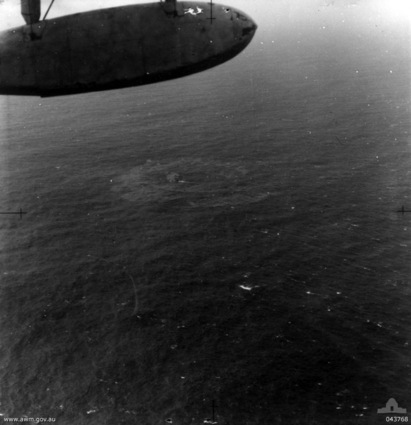
تصویری از زیردریایی U-663

زیردریایی یو-۶۶۳ (به انگلیسی: German submarine U-663) یک زیردریایی است که طول آن ۶۷٫۱ متر (۲۲۰ فوت ۲ اینچ) می‌باشد. این زیردریایی در سال ۱۹۴۲ ساخته شد.